# Гриффитс, Билли
Уи́льям Гри́ффитс (англ. William Griffiths; 16 апреля 1876 — 26 октября 1946), более известный как Би́лли Гри́ффитс — английский футболист, выступавший на позиции центрального хавбека.

## Футбольная карьера
Начал карьеру в клубе «Берри». В феврале 1899 года клуб «Ньютон Хит» приобрёл его на смену Джеймсу Макноту. Дебютировал за «язычников» 1 апреля 1899 года в матче против лондонского клуба «Вулидж Арсенал». Свой первый гол за «Юнайтед» забил 16 сентября 1899 в игре против «Лафборо». Выступал за клуб на протяжении 7 сезонов, сыграв 175 матчей и забив 30 голов. В сезоне 1903/04 стал лучшим бомбардиром «Манчестер Юнайтед» в чемпионате (наряду с Томми Аркесденом и Билли Грэссемом). Проиграв конкуренцию в составе Чарли Робертсу, в июне 1905 года Гриффитс перешёл в клуб «Атертон Черч Хаус».

## Статистика выступлений
| Клуб                                                      | Сезон            | Лига | Лига | Кубок | Кубок | Итого | Итого |
| Клуб                                                      | Сезон            | Игры | Голы | Игры  | Голы  | Игры  | Голы  |
| --------------------------------------------------------- | ---------------- | ---- | ---- | ----- | ----- | ----- | ----- |
| Ньютон Хит (до 1902 года) Манчестер Юнайтед (c 1902 года) | 1898/99          | 7    | 0    | 0     | 0     | 7     | 0     |
| Ньютон Хит (до 1902 года) Манчестер Юнайтед (c 1902 года) | 1899/00          | 33   | 3    | 1     | 0     | 34    | 3     |
| Ньютон Хит (до 1902 года) Манчестер Юнайтед (c 1902 года) | 1900/01          | 31   | 4    | 2     | 1     | 33    | 5     |
| Ньютон Хит (до 1902 года) Манчестер Юнайтед (c 1902 года) | 1901/02          | 29   | 5    | 1     | 0     | 30    | 5     |
| Ньютон Хит (до 1902 года) Манчестер Юнайтед (c 1902 года) | 1902/03          | 25   | 4    | 7     | 2     | 32    | 6     |
| Ньютон Хит (до 1902 года) Манчестер Юнайтед (c 1902 года) | 1903/04          | 30   | 11   | 7     | 0     | 37    | 11    |
| Ньютон Хит (до 1902 года) Манчестер Юнайтед (c 1902 года) | 1904/05          | 2    | 0    | 0     | 0     | 2     | 0     |
| Всего за карьеру                                          | Всего за карьеру | 157  | 27   | 18    | 3     | 175   | 70    |